# 柿内青葉
柿内 青葉（かきうち せいよう、1892年(明治25年)7月 - 1982年(昭和57年)）は、明治時代から昭和時代にかけての女性日本画家。

## 来歴
鏑木清方の門人。東京生まれ。本名は慶子。青葉と号す。女子美術学校（現・女子美術大学）で日本画を学び、1908年（明治41年）に高等科に進み、1910年（明治43年）に同校の日本画高等科を修了、同年から清方に師事するとともに巽画会に作品を出品している。1911年（明治44年）開催の第22回烏合会展に「文よむ女」を出品、1913年（大正2年）の巽画会展に「三ヶ日の終」という作品を出品し褒状3等を受けている。また、同年から婦人雑誌の口絵の仕事にも断続的に関わる。翌1914年（大正3年）の東京大正博覧会には「出幕にならぬ閑」を出品している。1917年（大正6年）から母校である女子美術学校の教師になり、後進の指導にあたりつつ、他の卒業生とともに青柿会をつくった。
1920年（大正9年）、女性画家7人により月燿会を結成、会員として同会にも作品を出品している。官展では、1921年（大正10年）の第3回帝展に出品した「舞踏会の一隅」が初入選を果たした。その後、1923年（大正12年）に開催された大阪毎日新聞社主催の日本美術展覧会に「牧童」という作品を出品している。1925年（大正14年）開催の第6回帝展に「十六の春」を出品以降、1926年（大正15年）10月の第7回帝展に「月見草咲く庭」、1927年（昭和2年）第8回帝展に「春のおとめ」、1928年（昭和3年）第9回帝展に「嫁ぐ人」という作品を出品、毎回入選を続けた。大正末期の頃、美術雑誌『芸術』に「現代婦人風俗十題」と題した画と文とによるシリーズものを掲載している。また、1929年（昭和4年）、翠紅会第5回展に「花の下」という作品を出品し、同会の会員にもなった。
1930年（昭和5年）に開催された第11回帝展に出品した「十字街を行く」という作品は、モダンな現代美人を描いたものであるとして大変な注目を集めた。翌1931年（昭和6年）の第12回帝展に出品した「幕あい」も入選をはたしている。このように1935年（昭和10年）まで青葉の作品は毎年続けて帝展に展示され、同年の帝展再編に応じて自ら塾頭を務めていた郷土会にも作品を出展している。
青葉は美人風俗画に西欧の自然主義を持ち込んだことで知られており、「美人」をみると清方や伊東深水の描く美人画の持つ抒情性を打ち破った時の芸術的な成熟度を示している。青葉も同年輩の多くの画家と同様に主として挿絵画家として生計を立てていた。また、モダンな大正美人を取り上げた石版画のデザインもしている。一度も結婚をせず、第二次世界大戦になるまで叔父と一緒に住んでいた青葉は、戦争中は兄の家に近い静岡県沼津に移った。戦後は展覧会への出品は止めていたが、作品は制作し続け、晩年には姪とともにすごし、最期は老人ホームにて迎えている。享年90。

## 作品
| 作品名       | 技法     | 形状・員数 | 所有者             | 年代               | 落款 | 備考      |
| ------------ | -------- | ---------- | ------------------ | ------------------ | ---- | --------- |
| 十六の春     | 絹本着色 | 二曲一隻   | 女子美術大学美術館 | 1925年（大正14年） |      | 第6回帝展 |
| 美人         | 絹本着色 |            | ホノルル美術館     | 1925年（大正14年） |      |           |
| 月見草咲く庭 | 絹本着色 | 額装1面    | 女子美術大学美術館 | 1926年（大正15年） |      | 第7回帝展 |
| 嫁ぐ人       | 絹本着色 | 額装1面    | 女子美術大学美術館 | 1928年（昭和3年）  |      | 第9回帝展 |
| 夏の夕べ     | 絹本着色 | 二曲一双   | ホノルル美術館     | 1930年代初頭       |      |           |

## 参考図書
- 国際アート編 『大正シック展』 国際アート、2007年
- 鏑木清方記念美術館編 『鏑木清方の系譜　‐師水野年方から清方の弟子たちへ-』 鏑木清方記念美術館、2008年
- 矢頭英里子 「昭和初期帝展に出品された同時代女性像の成立背景の考察 ―鏑木清方門下の作品を中心に―」『鹿島美術研究 年報第29号別冊』 2012年11月15日、pp.464-475